# Torsten Petré (militär)
Torsten Karl Gustav Petré, född 6 januari 1932 i Göteborgs Johannebergs församling i Göteborgs och Bohus län, är en svensk militär.

## Biografi
Petré avlade officersexamen vid Krigsskolan 1956 och utnämndes samma år till fänrik vid Göta artilleriregemente, där han befordrades till löjtnant 1958. Han gick Artilleriofficersskolan vid Artilleri- och ingenjörofficersskolan 1957–1958. Vid Göta artilleriregementes nedläggning 1962 överfördes han till Bodens artilleriregemente. Han gick Arméns stabskurs vid Militärhögskolan, var generalstabsaspirant 1963–1965, befordrades till kapten 1964 och inträdde i Generalstabskåren 1965. Han befordrades till överstelöjtnant 1972 och tjänstgjorde i Operationsledningen i Försvarsstaben 1972–1973, varpå han tjänstgjorde vid staben i Övre Norrlands militärområde: som avdelningschef 1973–1975 och som sektionschef 1975–1977. Han studerade vid Försvarshögskolan 1977, var bataljonschef vid Bodens artilleriregemente 1977–1979, återgick till Generalstabskåren 1979 och var lärare vid Försvarshögskolan 1979–1981. Petré befordrades till överste vid Bodens artilleriregemente 1981 och var försvarsattaché vid ambassaderna i Belgrad och Bukarest 1981–1984, varefter han var chef för Artilleri- och ingenjörhögskolan 1984–1990.

### Utmärkelser
- Riddare av första klassen av Svärdsorden, 1974.[3]